# Österreichisches Damen Flag-Football-Nationalteam
Das österreichische Flag-Football-Nationalteam der Damen ist die österreichische Damen-Nationalmannschaft für Flag Football. Es wird vom American Football Bund Österreich (AFBÖ) organisiert und nimmt seit 2005 regelmäßig an Großereignissen teil. Das Nationalteam gehört mit fünf Europameistertiteln zu den erfolgreichsten der Welt und belegt derzeit den 5. Rang der Weltrangliste. Seit 2023 wird das Team wieder von Robert Riedl betreut, der bereits von 2008 bis 2016 Head Coach der Damenauswahl war.

## Platzierungen
(Quelle: )

### Weltmeisterschaften
| Jahr | Bewerb | Ort          | Platz    |
| ---- | ------ | ------------ | -------- |
| 2008 | WM     | Montreal     | 6. Platz |
| 2010 | WM     | Ottawa       | Bronze   |
| 2012 | WM     | Göteborg     | 4. Platz |
| 2014 | WM     | Grosseto     | Bronze   |
| 2016 | WM     | Miami        | Silber   |
| 2018 | WM     | Panama-Stadt | 5. Platz |
| 2021 | WM     | Jerusalem    | Bronze   |

### Europameisterschaften
| Jahr | Bewerb | Ort              | Platz    |
| ---- | ------ | ---------------- | -------- |
| 2005 | EM     | Helsinki         | 5. Platz |
| 2007 | EM     | Sestola          | Bronze   |
| 2009 | EM     | Belfast          | Gold     |
| 2011 | EM     | Thonon-les-Bains | Gold     |
| 2013 | EM     | Pesaro           | Gold     |
| 2015 | EM     | Pinto            | Gold     |
| 2017 | EM     | Madrid           | Gold     |
| 2019 | EM     | Jerusalem        | Bronze   |
| 2023 | EM     | Limerick         | 5. Platz |

### World Games
| Jahr | Bewerb      | Ort        | Platz    |
| ---- | ----------- | ---------- | -------- |
| 2022 | World Games | Birmingham | 4. Platz |

### Medaillenübersicht
| Bewerb | Gold | Silber | Bronze | Gesamt |
| ------ | ---- | ------ | ------ | ------ |
| WM     | 0    | 1      | 3      | 4      |
| EM     | 5    | 0      | 2      | 7      |
| Gesamt | 5    | 1      | 5      | 11     |

## Kader
| Name            | Name          | Nummer | Verein            |
| --------------- | ------------- | ------ | ----------------- |
| Quarterback     |               |        |                   |
| Daniela         | Schelch       | 14     | Amstetten Thunder |
| Center          |               |        |                   |
| Katrin          | Mansbart      | 6      | Vienna Constables |
| Wide Reciever   |               |        |                   |
| Sophie          | Einfalt       | 9      | Vienna Constables |
| Karoline        | Kugler        | 16     | Amstetten Thunder |
| Franziska       | Sottner       | 1      | Vienna Constables |
| Anna            | Valenta       | 13     | Dark Angels       |
| Defensive Backs |               |        |                   |
| Jasmin          | Gruner-Straka | 12     | Vienna Knights    |
| Teresa          | Müllebner     | 4      | Xi Bears          |
| Charlotte       | Janda         | 8      | Vienna Constables |
| Bianca          | Peham         | 3      | Amstetten Thunder |
| Sophie          | Spitzer       | 17     | DeLaSalle Saints  |
| Annika          | Wendschlag    | 7      | Vienna Constables |